# Vicia iranica
Vicia iranica är en ärtväxtart som beskrevs av Pierre Edmond Boissier. Vicia iranica ingår i släktet vickrar, och familjen ärtväxter. Inga underarter finns listade i Catalogue of Life.